# Франц Піхулек
Франц Піхулек (нім. Franz Piechulek) — німецький льотчик-ас, лейтенант Імперської армії.

## Біографія
Учасник Першої світової війни. 27 жовтня 1917 року вступив у 5-ту бойову ескадрилью одномісних винищувачів, де здобув одну перемогу, перш ніж його перевели 14 грудня в 41-шу винищувальну ескадрилью. Там Піхулек відзначився знищенням одного аеростата, потім 9 січня 1918 року був направлений в 56-ту винищувавльну ескадрилью і, літаючи в її складі на винищувачах Albatros D.Va і Fokker D.VII, здобув ще 12 перемог.

## Нагороди
- Залізний хрест 2-го і 1-го класу